# Autostrade in Austria
Il sistema autostradale austriaco Autobahn si sviluppa per circa 1.677 km ed è caratterizzato da un limite massimo di velocità di 130 km/h. Sono contrassegnate dalla lettera A.
La prima autostrada, la A1, venne costruita durante gli anni del nazismo per collegare la capitale Vienna con la Germania.
Tutti i tratti sono a pedaggio con l'utilizzo, similmente a Svizzera, Repubblica Ceca, Slovacchia e Slovenia, di una speciale vignetta acquistabile con validità di 10 giorni, due mesi oppure un anno solare (dal 2018 disponibile anche in formato digitale). In aggiunta è da segnalare un pedaggio suppletivo, incassato tramite barriere autostradali, per alcuni punti in cui il costo di manutenzione dell'infrastruttura è particolarmente oneroso; tipicamente in tratti montagnosi o ricchi di gallerie. 
I mezzi pesanti vengono anche tassati grazie all'ausilio di un'apparecchiatura elettronica chiamata GoBox, installata a bordo dell'autoveicolo stesso, che consente di monitorarne i movimenti.
In caso di code, occorre formare la Rettungsgasse (corridoio di emergenza o passaggio di soccorso): i veicoli della corsia più a sinistra si avvicinano il più possibile allo spartitraffico, tutti gli altri accostano a destra, anche utilizzando la corsia di emergenza, ove presente, in modo da lasciare uno spazio sufficiente per il transito dei mezzi di soccorso. 
I segnali di direzione sono su sfondo blu, mentre solo quelli relativi alle aree di servizio hanno sfondo verde.
Esiste anche una rete di superstrade (Schnellstraßen) contrassegnate dalla lettera S e con obbligo di vignetta. Sono catalogate come Autobahnen oppure come Autostraßen, le quali possono presentare tratti a carreggiata singola ed altri a doppia carreggiata e velocità massima di 100 km/h.

## Percorsi

Autostrade e superstrade in Austria

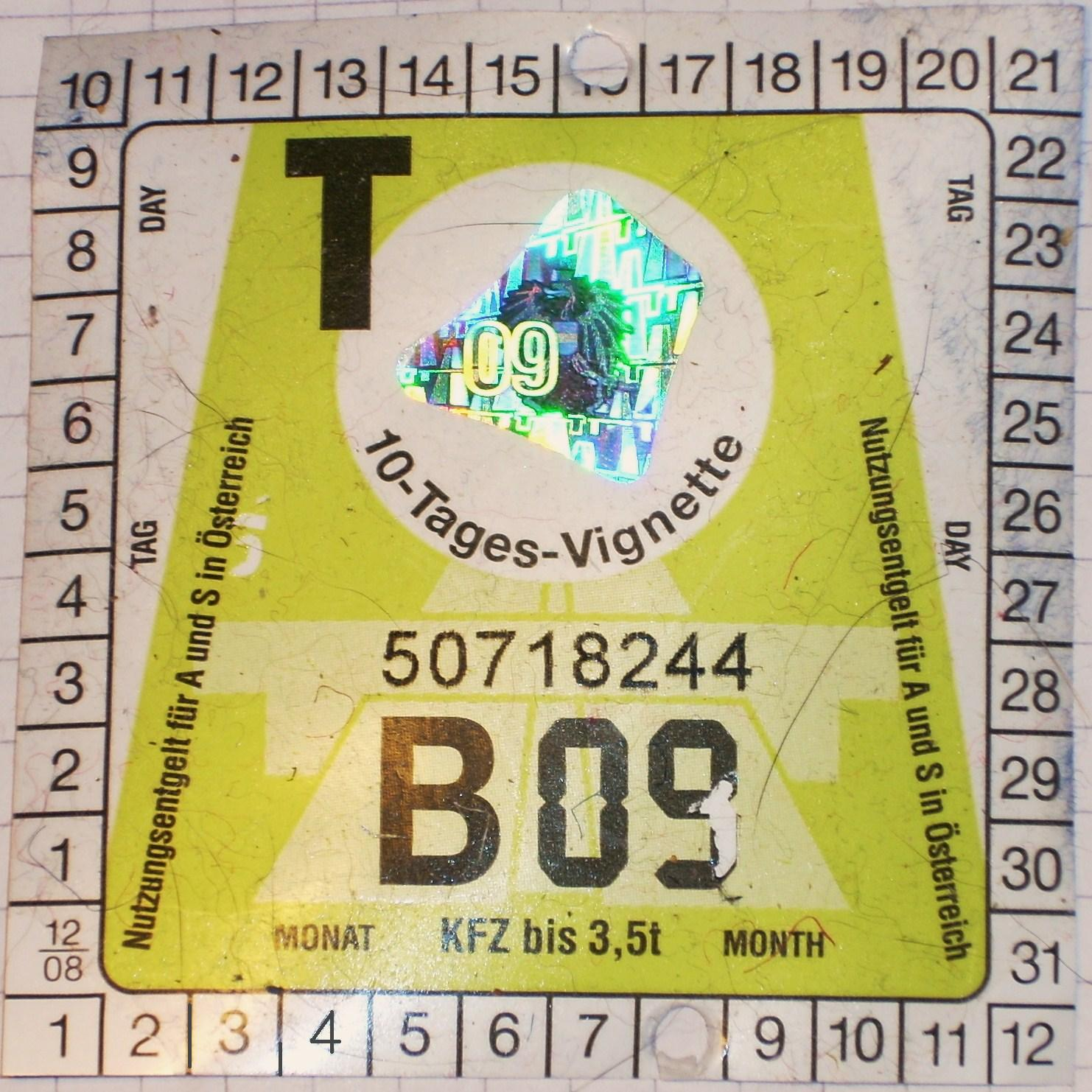
Vignetta per le autostrade austriache valida 10 giorni

| Simbolo | Denominazione                 | Percorso |
| ------- | ----------------------------- | --- |
| A1      | West Autobahn                 | Vienna - Linz - Salisburgo - Walserberg - confine tedesco (proseguimento per Monaco di Baviera come A8)                                  |
| A2      | Süd Autobahn                  | Vienna - Wiener Neustadt - Graz - Klagenfurt am Wörthersee - Villaco - Arnoldstein - confine italiano (proseguimento per Udine come A23) |
| A3      | Südost Autobahn               | Guntramsdorf (A2) - Eisenstadt |
| A4      | Ost Autobahn                  | Vienna - confine ungherese (proseguimento per Budapest)                                                                                  |
| A5      | Nord Autobahn                 | Vienna - confine ceco (proseguimento per Brno)                                                                                           |
| A6      | Nordost Autobahn              | Bruckneudorf – Kittsee - confine slovacco (proseguimento per Bratislava)                                                                 |
| A7      | Mühlkreis Autobahn            | Linz - Unterweitersdorf |
| A8      | Innkreis Autobahn             | Svincolo Voralpenkreuz (A1/A9) - Wels – Suben - confine tedesco (proseguimento per Passavia)                                             |
| A9      | Pyhrn Autobahn                | Svincolo Voralpenkreuz (A1/A8) - Graz - Spielfeld - confine sloveno (proseguimento per Maribor)                                          |
| A10     | Tauern Autobahn               | Salisburgo - Villaco |
| A11     | Karawanken Autobahn           | Villaco - Traforo delle Caravanche - confine sloveno (proseguimento per Jesenice)                                                        |
| A12     | Inntal Autobahn               | (provenienza da Rosenheim) - confine tedesco - Kufstein - Innsbruck - Landeck                                                            |
| A13     | Brenner Autobahn              | Innsbruck - Brennero - confine italiano (proseguimento per Verona come A22)                                                              |
| A14     | Rheintal/Walgau Autobahn      | (provenienza da Lindau come A96) - confine tedesco - Bregenz - Feldkirch - Bludenz (proseguimento come S16 per il Tirolo)                |
| A21     | Wiener Außenring Autobahn     | Tangenziale Sud di Vienna (collegamento tra A1 e A2)                                                                                     |
| A22     | Donauufer Autobahn            | Vienna - Korneuburg - Stockerau |
| A23     | Autobahn Südosttangente Wien  | Vienna (collegamento tra A2, A4 e A22)                                                                                                   |
| A25     | Welser Autobahn               | Wels (collegamento tra A1 e A8) |
| A26     | Linzer Autobahn (pianificata) | Linz |